# Goločelo (Koceljeva)
Goločelo (Servisch cyrillisch Голочело) is een plaats in de Servische gemeente Koceljeva. De plaats telt 584 inwoners (2002).